# Black Hole Sun
«Black Hole Sun» (en español: «Sol de Agujero Negro» en referencia a un agujero negro que cumple el rol del Sol en un sistema planetario ficticio) es una canción del grupo grunge Soundgarden. Originalmente apareció en su álbum de 1994 Superunknown y fue el segundo sencillo extraído de él (el primero fue "Spoonman"). Aparecería más tarde en el álbum de la banda de Grandes Éxitos, A-Sides. En muchos aspectos es la canción más reconocible de la banda, y fue la canción más popular de estilo grunge en 1994. En 1995 ganó el Premio Grammy por "Mejor Interpretación de Hard Rock".
El video musical que acompañaba a la canción contenía escenas que posiblemente hacen referencia a la serie británica de TV Doctor Who. Otros aseguran que algunas escenas hacen referencia a las películas de David Lynch. De cualquier manera, el video tuvo una buena acogida en la MTV.
Después de los ataques del 11 de septiembre de 2001, Clear Channel (una empresa estadounidense que posee numerosas emisoras de radio a través de todo el país) la puso en una lista de canciones posiblemente inapropiadas.
Según la lista de las 500 mejores canciones de todos los tiempos de la revista Rolling Stone, «Black Hole Sun» esta en el puesto 368.

## Video musical
El video musical surrealista y apocalíptico de "Black Hole Sun" fue dirigido por Howard Greenhalgh y producido por Megan Hollister. El vídeo transcurre en un barrio suburbano y sus habitantes, que son finalmente absorbidos por un agujero negro, mientras que la banda interpreta la canción en algún lugar de un campo abierto. En el video, se puede ver a Cornell que llevaba un collar de tenedor, el cual le dio Shannon Hoon de Blind Melon. En un chat en línea, la banda declaró que el video "fue por completo la idea del director". Thayil dijo además que fue uno de los pocos con los que Soundgarden estuvo satisfecho.
El video fue lanzado en junio de 1994. Después de varias semanas de airplay en MTV, una segunda versión del video fue sustituido que contiene los efectos visuales más elaborados que el original, incluyendo la adición de un agujero negro generado por computadora. El video musical de "Black Hole Sun" se convirtió en un éxito en MTV y recibió el premio a la Mejor Metal / Hard Rock Video en el 1994 MTV Video Music Awards. En 1995, recibió el premio Clio por la alternativa Music Video. El video está disponible en el CD-ROM de Songs from the Superunknown.

## Versiones
"Black Hole Sun" ha sido versionada por Judith Owen, Paul Anka, Mimi Goese, Incubus, Jande, Steeve Lawrecen y Eydie Gormé, Cibo Matto, Brad Mehldau, Alanis Morissette, Anastacia, Copeland, Peter Frampton, Guns N' Roses, U2, Metallica, Handsome Hank And His Lonesome Boys y también por el frontman de Soundgarden Chris Cornell en su gira Euphoria Morning y por la exbanda de Cornell, Audioslave, en sus presentaciones en vivo. En 2014 ha sido versionada por Swann y Nouela para la banda sonora de la película Caminando entre las tumbas.

## Lista de canciones
CD Promocional (Estados Unidos)
1. «Black Hole Sun»   – 5:18
2. «Black Hole Sun» (edit)  – 4:31

CD (Europa y Alemania)
1. «Black Hole Sun»   – 5:18
2. «Like Suicide» (acústico)  – 6:11
3. «Kickstand» (vivo) (Cornell, Kim Thayil)  – 1:58
  - Grabado en vivo el 20 de agosto de 1993 en el Jones Beach Amphitheater in Wantagh, Nueva York.

CD (Europa)
1. «Black Hole Sun»   – 5:18
2. «Jesus Christ Pose» (vivo) (Matt Cameron, Cornell, Ben Shepherd, Thayil)  – 7:19
  - Grabado en vivo el 11 de agosto de 1993 en el Rushmore Plaza Civic Center en Rapid City, Dakota del Sur.
3. «My Wave» (vivo) (Cornell, Thayil)  – 4:34
  - Grabado en vivo el 20 de agosto de 1993  en el Jones Beach Amphitheater en Wantagh, Nueva York.
4. «Spoonman» (Steve Fisk remix)  – 6:55

Box Set (Reino Unido)
1. «Black Hole Sun»   – 5:18
2. «Beyond the Wheel» (vivo)  – 5:56
  - Grabado en vivo el 18 de agosto de 1993 en el Exhibition Stadium en Toronto, Ontario, Canadá.
3. «Fell on Black Days» (vivo)  – 4:45
  - Grabado en vivo el 16 de agosto de 1993 en el Pine Knob Music Theatre en Clarkston, Míchigan.
4. «Birth Ritual» (demo) (Cornell, Cameron, Thayil)  – 5:50

CD (Australia y Alemania)
1. «Black Hole Sun»   – 5:18
2. «Jesus Christ Pose» (vivo) (Cameron, Cornell, Shepherd, Thayil)  – 7:19
3. «Beyond the Wheel» (vivo)  – 5:54

- Grabado en vivo el 11 de agosto de 1993 en el Rushmore Plaza Civic Center en Rapid City, Dakota del Sur.

CD Promocional (Estados Unidos)
1. «Black Hole Sun»   – 5:18
2. «Beyond the Wheel» (vivo)  – 5:53
  - Grabado en vivo en 18 de agosto de 1993 en el Exhibition Stadium en Toronto, Ontario, Canadá.
3. «Spoonman» (Steve Fisk remix)  – 6:55

Vinilo de 7" (Reino Unido) y Casete (Reino Unido)
1. «Black Hole Sun»   – 5:18
2. «My Wave» (live) (Cornell, Thayil)  – 4:34
  - Grabado en vivo el 20 de agosto de 1993 en el Jones Beach Amphitheater en Wantagh, Nueva York.
3. «Beyond the Wheel» (live)  – 5:54
  - Grabado en vivo el 18 de agosto de 1993 en el Exhibition Stadium en Toronto, Ontario, Canadá.

Vinilo de 12" Promocional (Francia)
1. «Black Hole Sun»   – 5:18

Jukebox Vinilo de 7" (Estados Unidos)
1. «Black Hole Sun»   – 5:18
2. «Spoonman»   – 4:06

## Posicionamiento en listas
| Listas (1994)                              | Mejor posición |
| ------------------------------------------ | -------------- |
| Alemania (Media Control Charts)            | 26             |
| Australia (ARIA)                           | 6              |
| Bélgica (Flandes) (Ultratop 50)            | 37             |
| Canadá (RPM)                               | 5              |
| Escocia (Scottish Singles Chart)           | 11             |
| Estados Unidos (Billboard Hot 100 Airplay) | 24             |
| Estados Unidos (Modern Rock Tracks)        | 2              |
| Estados Unidos (Mainstream Rock Tracks)    | 1              |
| Estados Unidos (Mainstream Top 40)         | 9              |
| Francia (SNEP)                             | 10             |
| Irlanda (IRMA)                             | 7              |
| Nueva Zelanda (Recorded Music NZ)          | 22             |
| Países Bajos (Dutch Top 40)                | 31             |
| Reino Unido (UK Singles Chart)             | 12             |
| Suecia (Sverigetopplistan)                 | 19             |

### Sucesión en listas
| Anterior: «Shine» de Collective Soul | Mainstream Rock Tracks — Sencillo número uno 16 de julio de 1994 — 2 de septiembre de 1994 | Siguiente: «Vasoline» de Stone Temple Pilots |